# 第66回全日本大学バスケットボール選手権大会
東日本大震災復興支援 第66回全日本大学バスケットボール選手権大会（ひがしにほんだいしんさいふっこうしえん だい66かい ぜんにほんだいがくバスケットボールせんしゅけんたいかい）は、2014年11月24日から30日まで7日間にわたって国立代々木競技場第二体育館などで行われた全日本大学バスケットボール選手権大会。

## 日程
- 11月24日 - 男女1回戦
- 11月25日 - 男女1回戦
- 11月26日 - 男子1回戦・男女2回戦
- 11月27日 - 男子2回戦・女子準々決勝
- 11月28日 - 男子準々決勝・女子準決勝・女子5〜8位決定戦
- 11月29日 - 男子5〜8位決定戦・男子準決勝・女子順位決定戦・女子決勝
- 11月30日 - 男子順位決定戦・男子決勝・閉会式

## 会場
- 代々木第二体育館
- 大田区総合体育館
- 墨田区総合体育館
- エスフォルタアリーナ八王子

## 出場校

### 男子
北海道・東北
- 北海道1位 札幌大学（29年連続42回目）
- 北海道2位 北海道教育大学岩見沢校（2年連続6回目）
- 東北1位 仙台大学（2年ぶり13回目）
- 東北2位 富士大学（3年ぶり5回目）

関東
- 関東1位 東海大学（15年連続22回目）
- 関東2位 青山学院大学（32年連続38回目）
- 関東3位 筑波大学（66年連続66回目）
- 関東4位 拓殖大学（6年連続42回目）
- 関東5位 明治大学（21年連続61回目）
- 関東6位 国士舘大学（2年連続17回目）
- 関東7位 法政大学（4年ぶり51回目）
- 関東8位 慶應義塾大学（2年連続57回目）
- 関東9位 白鷗大学（4年連続6回目）
- 関東10位 専修大学（30年連続49回目）
- 関東11位 大東文化大学（5年連続23回目）
- 関東12位 日本体育大学（2年ぶり55回目）
- 関東13位 関東学院大学（4年ぶり13回目）

北信越・東海
- 北信越1位 新潟医療福祉大学（2年連続3回目）
- 北信越2位 富山大学（5年連続6回目）
- 東海1位 中京大学（5年連続50回目）
- 東海2位 愛知学泉大学（27年連続27回目）
- 東海3位 名古屋経済大学（初出場）

近畿
- 関西1位 近畿大学（3年連続49回目）
- 関西2位 同志社大学（4年連続56回目）
- 関西3位 関西学院大学（2年ぶり35回目）
- 関西4位 大阪学院大学（3年連続5回目）

中国・四国
- 中国1位 広島大学（3年連続21回目）
- 中国2位 山口大学（46年ぶり2回目）
- 四国1位 松山大学（3年ぶり25回目）

九州
- 九州1位 日本経済大学（5年連続5回目）
- 九州2位 東海大学九州（4年連続13回目）
- 九州3位 九州共立大学（初出場）

### 女子
北海道・東北
- 北海道1位 札幌大学（15年連続27回目）
- 北海道2位 北翔大学（4年ぶり34回目）
- 東北1位 山形大学（10年連続30回目）
- 東北2位 仙台大学（4年ぶり14回目）

関東
- 関東1位 早稲田大学（24年連続26回目）
- 関東2位 白鷗大学（19年連続19回目）
- 関東3位 東京医療保健大学（3年連続3回目）
- 関東4位 専修大学（31年連続31回目）
- 関東5位 筑波大学（60年連続60回目）
- 関東6位 拓殖大学（10年連続14回目）
- 関東7位 松蔭大学（13年連続13回目）
- 関東8位 順天堂大学（4年連続9回目）
- 関東9位 山梨学院大学（4年ぶり2回目）
- 関東10位 関東学園大学（初出場）
- 関東11位 日本体育大学（4年連続59回目）

北信越
- 北信越1位 新潟医療福祉大学（9年連続9回目）
- 北信越2位 北陸学院大学（2年連続2回目）

東海
- 東海1位 愛知学泉大学（34年連続57回目）
- 東海2位 桜花学園大学（18年連続20回目）
- 東海3位 中京大学（2年ぶり27回目）

近畿
- 関西1位 大阪人間科学大学（38年連続38回目）
- 関西2位 大阪体育大学（45年連続45回目）
- 関西3位 奈良学園大学（3年連続3回目）
- 関西4位 武庫川女子大学（30年連続49回目）
- 関西5位 立命館大学（3年連続19回目）
- 関西6位 関西学院大学（2年ぶり4回目）

中国・四国
- 中国1位 倉敷芸術科学大学（2年連続2回目）
- 中国2位 環太平洋大学（6年連続6回目）
- 四国1位 愛媛大学（2年連続5回目）

九州
- 九州1位 西南女学院大学（3年連続11回目）
- 九州2位 鹿屋体育大学（22年連続27回目）
- 九州3位 東海大学九州（2年ぶり2回目）

## 試合結果
- Y…代々木第二体育館
- O…大田区総合体育館（A・B）
- S…墨田区総合体育館
- H…エスフォルタアリーナ八王子（A・B）

### 男子
1回戦
| 日時      | Y                                     | S                             |
| --------- | ------------------------------------- | ----------------------------- |
| 24日13:00 | 大東文化大 85 - 50 北海道教育大岩見沢 | ー                            |
| 24日14:40 | 仙台大 68 - 75 専修大                 | ー                            |
| 24日16:20 | 同志社大 71 - 79 青山学院大           | ー                            |
| 24日18:00 | 東海大 86 - 73 大阪学院大             | ー                            |
| 25日12:00 | 白鷗大 77 - 70 東海大九州             | ー                            |
| 25日13:00 | ー                                    | 愛知学泉大 62 - 57 日本経済大 |
| 25日13:40 | 関東学院大 87 - 76 新潟医療福祉大     | ー                            |
| 25日14:40 | ー                                    | 札幌大 61 - 92 慶應義塾大     |
| 25日15:20 | 富士大 52 - 84 拓殖大                 | ー                            |
| 25日16:20 | ー                                    | 九州共立大 58 - 85 近畿大     |
| 25日17:00 | 筑波大 62 - 53 関西学院大             | ー                            |
| 25日18:00 | ー                                    | 法政大 87 - 71 富山大         |
| 26日12:00 | ー                                    | 中京大 80 - 60 広島大         |
| 26日13:40 | ー                                    | 松山大 48 - 135 日本体育大    |
| 26日15:20 | ー                                    | 山口大 58 - 102 国士舘大      |
| 26日17:00 | ー                                    | 明治大 66 - 50 名古屋経済大   |

2回戦
| 日時      | Y                             |
| --------- | ----------------------------- |
| 26日12:00 | 愛知学泉大 44 - 71 近畿大     |
| 26日13:40 | 法政大 60 - 72 慶應義塾大     |
| 26日15:20 | 大東文化大 74 - 59 青山学院大 |
| 26日17:00 | 東海大 91 - 50 専修大         |
| 27日12:00 | 中京大 60 - 72 国士舘大       |
| 27日13:40 | 明治大 68 - 61 日本体育大     |
| 27日15:20 | 白鷗大 52 - 75 拓殖大         |
| 27日17:00 | 筑波大 87 - 64 関東学院大     |

準々決勝
| 日時      | Y                             |
| --------- | ----------------------------- |
| 28日13:20 | 明治大 75 - 77 拓殖大         |
| 28日15:00 | 筑波大 94 - 67 国士舘大       |
| 28日16:40 | 慶應義塾大 65 - 70 大東文化大 |
| 28日18:20 | 東海大 68 - 55 近畿大         |

5～8位決定戦
| 日時      | HA                    | HB                          |
| --------- | --------------------- | --------------------------- |
| 29日12:30 | 近畿大 65 - 78 明治大 | 国士舘大 62 - 60 慶應義塾大 |

準決勝
| 日時      | Y                         |
| --------- | ------------------------- |
| 29日16:20 | 筑波大 67 - 65 大東文化大 |
| 29日18:00 | 東海大 72 - 68 拓殖大     |

7位決定戦
| 日時      | Y                         |
| --------- | ------------------------- |
| 30日11:30 | 近畿大 77 - 69 慶應義塾大 |

5位決定戦
| 日時      | Y                       |
| --------- | ----------------------- |
| 30日13:20 | 明治大 62 - 88 国士舘大 |

3位決定戦
| 日時      | Y                         |
| --------- | ------------------------- |
| 30日15:10 | 拓殖大 64 - 76 大東文化大 |

決勝
| 日時      | Y                     |
| --------- | --------------------- |
| 30日17:00 | 東海大 57 - 67 筑波大 |

### 女子
1回戦
| 日時      | OA                              | OB                                |
| --------- | ------------------------------- | --------------------------------- |
| 24日13:00 | 松蔭大 101 - 57 札幌大          | 武庫川女子大 59 - 49 北陸学院大   |
| 24日14:40 | 東海大九州 56 - 74 奈良学園大   | 日本体育大 58 - 74 大阪体育大     |
| 24日16:20 | 桜花学園大 47 - 72 西南女学院大 | 愛知学泉大 77 - 57 山梨学院大     |
| 24日18:00 | 早稲田大 90 - 61 環太平洋大     | 関東学園大 59 - 72 大阪人間科学大 |
| 25日12:00 | 倉敷芸術科学大 53 - 75 中京大   | 仙台大 61 - 91 順天堂大           |
| 25日13:40 | 鹿屋体育大 50 - 75 拓殖大       | 山形大 114 - 48 愛媛大            |
| 25日15:20 | 立命館大 70 - 76 筑波大         | 専修大 64 - 49 新潟医療福祉大     |
| 25日17:00 | 白鷗大 83 - 64 関西学院大       | 北翔大 36 - 107 東京医療保健大    |

2回戦
| 日時      | OA                            | OB                                  |
| --------- | ----------------------------- | ----------------------------------- |
| 26日12:00 | 松蔭大 65 - 82 西南女学院大   | 愛知学泉大 48 - 49 大阪体育大       |
| 26日13:40 | 専修大 62 - 68 順天堂大       | 中京大 51 - 73 筑波大               |
| 26日15:20 | 山形大 58 - 85 東京医療保健大 | 白鷗大 79 - 65 拓殖大               |
| 26日17:00 | 早稲田大 98 - 60 奈良学園大   | 武庫川女子大 55 - 76 大阪人間科学大 |

準々決勝
| 日時      | Y                                        |
| --------- | ---------------------------------------- |
| 27日12:00 | 順天堂大 41 - 101 東京医療保健大         |
| 27日13:40 | 白鷗大 75 - 70 筑波大                    |
| 27日15:20 | 大阪体育大 72 - 69 大阪人間科学大（WOT） |
| 27日17:00 | 早稲田大 79 - 64 西南女学院大            |

5～8位決定戦
| 日時      | HA                            | HB                             |
| --------- | ----------------------------- | ------------------------------ |
| 28日13:00 | 西南女学院大 83 - 39 順天堂大 | 筑波大 62 - 100 大阪人間科学大 |

準決勝
| 日時      | Y                               |
| --------- | ------------------------------- |
| 28日10:00 | 白鷗大 73 - 67 大阪体育大       |
| 28日11:40 | 早稲田大 65 - 52 東京医療保健大 |

7位決定戦
| 日時      | HB                      |
| --------- | ----------------------- |
| 29日10:30 | 順天堂大 52 - 73 筑波大 |

5位決定戦
| 日時      | HA                                  |
| --------- | ----------------------------------- |
| 29日10:30 | 西南女学院大 52 - 70 大阪人間科学大 |

3位決定戦
| 日時      | Y                                 |
| --------- | --------------------------------- |
| 29日11:20 | 東京医療保健大 81 - 60 大阪体育大 |

決勝
| 日時      | Y                       |
| --------- | ----------------------- |
| 29日13:00 | 早稲田大 85 - 66 白鷗大 |

## 順位
| 順位   | 男子         | 男子          | 女子             | 女子         |
| 順位   | 大学名       | 備考          | 大学名           | 備考         |
| ------ | ------------ | ------------- | ---------------- | ------------ |
| 優勝   | 筑波大学     | 61年ぶり2回目 | 早稲田大学       | 3年ぶり2回目 |
| 準優勝 | 東海大学     |               | 白鷗大学         |              |
| 3位    | 大東文化大学 |               | 東京医療保健大学 |              |
| 4位    | 拓殖大学     |               | 大阪体育大学     |              |
| 5位    | 国士舘大学   |               | 大阪人間科学大学 |              |
| 6位    | 明治大学     |               | 西南女学院大学   |              |
| 7位    | 近畿大学     |               | 筑波大学         |              |
| 8位    | 慶應義塾大学 |               | 順天堂大学       |              |

## 表彰
| タイトル     | 男子                               | 男子               | 男子                        | 女子              | 女子                              | 女子                        |
| タイトル     | 選手名                             | 所属               | 備考                        | 選手名            | 所属                              | 備考                        |
| ------------ | ---------------------------------- | ------------------ | --------------------------- | ----------------- | --------------------------------- | --------------------------- |
| 得点王       | ジョフ・チェイカ・アハマド・バンバ | 拓殖大№23、2年     | 136点                       | 馬伊娜            | 白鷗大№13、3年                    | 114点                       |
| 3P王         | ジョフ・チェイカ・アハマド・バンバ | 拓殖大№23、2年     | 11本                        | 林咲希            | 白鷗大№8、2年                     | 14本                        |
| リバウンド王 | ジョフ・チェイカ・アハマド・バンバ | 拓殖大№23、2年     | OFF19REB DEF57REB 合計76REB | 出水田理絵        | 大阪体育大№6、4年                 | OFF29REB DEF34REB 合計63REB |
| アシスト王   | 兒玉貴通                           | 大東文化大№28、4年 | 19本                        | 本橋菜子 田村未来 | 早稲田大№15、3年 早稲田大№22、2年 | 21本                        |
| 優秀選手     | 坂東拓                             | 筑波大№14、4年     |                             | 本橋菜子          | 早稲田大№15、3年                  |                             |
| 優秀選手     | 杉浦佑成                           | 筑波大№17、1年     |                             | 根岸夢            | 早稲田大№11、3年                  |                             |
| 優秀選手     | ベンドラメ礼生                     | 東海大№0、3年      |                             | 林咲希            | 白鷗大№8、2年                     |                             |
| 優秀選手     | 兒玉貴通                           | 大東文化大№28、4年 |                             | 秋元千那実        | 東京医療保健大№7、4年             |                             |
| 優秀選手     | ジョフ・チェイカ・アハマド・バンバ | 拓殖大№23、2年     |                             | 落合千里          | 大阪体育大№5、4年                 |                             |
| MIP          | 藤永佳昭                           | 東海大№8、4年      |                             | 鶴見彩            | 白鷗大№4、4年                     |                             |
| 敢闘賞       | ザック・バランスキー               | 東海大№10、4年     |                             | 鶴見彩            | 白鷗大№4、4年                     |                             |
| MVP          | 笹山貴哉                           | 筑波大№21、4年     |                             | 桂葵              | 早稲田大№25、4年                  |                             |